# Chloe Noelle
Chloe Noelle Schweikert (nacida el 10 de septiembre de 2002), más conocida como Chloe Noelle, es una actriz infantil estadounidense, conocida por interpretar a Emma Garza en la serie de televisión de la HBO True Blood.

Chloe Noelle además es Youtuber teniendo un canal de vlogs de temática de misterio y difusión sobre la fiesta americana de Halloween.

## Filmografía
| Año       | Título           | Papel          | Notas            |
| --------- | ---------------- | -------------- | ---------------- |
| 2011–2013 | True Blood       | Emma Garza     | Papel recurrente |
| 2013      | Deadtime Stories | Chica          | 1 Episodio       |
| 2014      | Rapare           | Isabel         | 1 Episodio       |
| 2014      | Intelligence     | Farrah         | 1 Episodio       |
| 2014      | Gang Related     | Mattie         | 1 Episodio       |
| 2016      | New Girl         | Crystal McQuad | 1 Episodio       |

| Año  | Título        | Papel        | Notas                  |
| ---- | ------------- | ------------ | ---------------------- |
| 2012 | Prodigy Bully | Molly Murphy | Película de televisión |
| 2013 | One Bedroom   | Elsa         | Cortometraje           |

| Año  | Título                              | Papel         | Notas          |
| ---- | ----------------------------------- | ------------- | -------------- |
| 2013 | Kristen Schaal Live at the Fillmore | Chica Heckler | Comedy Central |

| Año  | Título    | Papel    | Notas     |
| ---- | --------- | -------- | --------- |
| 2011 | #nitTWITS | Señorita | Serie Web |